# 氟乙酰水杨酸
氟乙酰水杨酸是水杨酸的氟乙酸酯，化学式为C9H7FO4，它是阿司匹林的氟代物，毒性大。

## 制备
将乙酰水杨酸溶于吡啶，与氟乙酰氯反应，生成物倒入冷水析出沉淀，即为氟乙酰水杨酸。它可用苯重结晶。

## 拓展阅读
- H. Mccombie, B. C. Saunders. . Nature. 1946-09, 158 (4011): 382–385  [2019-10-18]. ISSN 0028-0836. doi:10.1038/158382a0. （原始内容存档于2020-02-02） （英语）.